# Campolongo sul Brenta
Campolongo sul Brenta ist eine Fraktion der nordostitalienische Gemeinde (comune) Valbrenta in der Provinz Vicenza in Venetien.

## Geographie
Der Ort liegt etwa 33 Kilometer nordnordöstlich von Vicenza am Fluss Brenta an der orographisch rechten Talseite im Brentakanal, wie die südliche Fortsetzung der Valsugana genannt wird.

## Geschichte
Campolongo sul Brenta war bis 30. Januar 2019 eine eigenständige Gemeinde und bildet seitdem mit den ebenfalls aufgelösten Gemeinden Cismon del Grappa, San Nazario und Valstagna die neue Gemeinde Valbrenta.

## Verkehr
Entlang der Brenta führt die Strada Statale 47 della Valsugana von Padua nach Trient.